# Jeanette Köhn
Jeanette Rosie Köhn, född 24 februari 1968, är en svensk sångerska (sopran) och sångpedagog.

## Biografi
Jeanette Köhn har en sångpedagogexamen från Kungliga Musikhögskolan i Stockholm. Hon har också studerat för Geoffrey Parsons i London och Warren Jones i New York.
Hon är en mångsidig sångerska som varit solist med Radiokören, sjungit musikal på Oscarsteatern och spelat barockopera på Drottningholmsteatern. Jeanette Köhn har medverkat på ett 30-tal skivinspelningar. Hennes första soloskiva Arkipelag med nordiska romanser fick utsökta recensioner.
Bland roller i opera och operett kan nämnas Pamina i Trollflöjten, Fiordiligi i Così fan tutte, Konstanze i Enleveringen ur Seraljen, Susanna i Figaros bröllop, Donna Elvira i Don Giovanni, Musetta i La Bohème, Anne Trulove i Rucklarens väg och Rosalinda i Läderlappen.
Tillsammans med operasångerskorna Miriam Treichl och Katija Dragojevic skapade och producerade Köhn press- och publiksuccén Vildvuxet. Operan spelades i Rosendals trädgård sommaren 2007 och på Kulturhusets tak i Stockholm sommaren 2008.
Jeanette Köhn var solist vid uruppförandet av Karin Rehnqvists verk Hymn som framfördes vid bröllopet mellan kronprinsessan Victoria och Daniel Westling.
I januari 2013 medverkade hon på inspelningen av New Eyes on Baroque, tillsammans med Johan Norberg, Jonas Knutsson, Eva Kruse, Nils Landgren och Radiokören under ledning av Gustaf Sjökvist.

## Teater

### Roller
| År   | Produktion | Upphovsmän                                              | Regi              | Teater        |
| ---- | ---------- | ------------------------------------------------------- | ----------------- | ------------- |
| 1995 | Roxanne    | Cyrano Sebastian, Pierre Westerdahl och Fleming Enevold | Åsa Melldahl      | Oscarsteatern |
| 1997 |            | Sommarnattens leende Stephen Sondheim och Hugh Wheeler  | Benny Fredriksson | Riksteatern   |

## Priser och utmärkelser
- 1992 – Jenny Lind-stipendiet[9]
- 1996 – Guldmasken för bästa kvinnliga biroll (Cyrano)
- 2004 – Stockholms Stads Kulturstipendium